# Kisshomaru Ueshiba
Kisshomaru Ueshiba 植芝 吉祥丸 (Ueshiba Kisshōmaru?) (Ayabe, 27 giugno 1921 – 4 gennaio 1999) è stato un artista marziale giapponese.
Fu il terzo figlio del fondatore dell'Aikido.

## Biografia
Kisshomaru Ueshiba nacque nella città di Ayabe, nella Prefettura di Kyoto, in Giappone; terzo figlio di Morihei Ueshiba (植芝 盛平 Ueshiba Morihei, 1883–1969) e di Hatsu Ueshiba (植芝 はつ Ueshiba Hatsu, 1881–1969).
Kisshomaru iniziò ad allenarsi con il padre intorno al 1937. In seguito frequentò la Waseda University laureandosi in economia nel 1946. Prima della laurea, tuttavia, il padre lo nominò a capo dell'Kobukan Dojo a Shinjuku, Tokyo nel 1942. Kisshomaru andò più volte a salvare i dojo dal fuoco durante i bombardamenti durante la Seconda guerra mondiale.
Dopo la guerra e agli inizi del 1948, Kisshomaru supervisionò lo sviluppo dell'organizzazione Aikikai Honbu, e nel 1967 alla costruzione della sede dell'Aikikai.

## Pubblicazioni
- Kisshomaru Ueshiba, A Life in Aikido: The Biography of Founder Morihei Ueshiba(2008), Kodansha International, ISBN 978-4-7700-2617-0
- Kisshomaru Ueshiba, The Art of Aikido: Principles and Essential Techniques (2004) Kodansha International, ISBN 978-4-7700-2945-4
- Kisshomaru Ueshiba, Best Aikido: The Fundamentals (2002) Kodansha International, ISBN 978-4-7700-2762-7
- Kisshomaru Ueshiba, The Spirit of Aikido(1987), Kodansha International, ISBN 978-0-87011-850-0
- Kisshomaru Ueshiba, Aikido (1985), Japan Publications Trading, ISBN 978-0-87040-629-4

| Controllo di autorità | VIAF (EN) 9915982 · ISNI (EN) 0000 0001 2099 0361 · LCCN (EN) n83219090 · GND (DE) 1047992671 · BNE (ES) XX1001760 (data) · BNF (FR) cb12311292f (data) · J9U (EN, HE) 987007439600005171 · NDL (EN, JA) 00088344 · CONOR.SI (SL) 35473251 |